# ユーリ・テミルカーノフ
ユーリー・ハトゥエヴィチ・テミルカーノフ（ロシア語: Ю́рий Хату́евич Темирка́нов, ラテン文字転写: Yuri Khatuevich Temirkanov, カバルド語: Темыркъан Хьэту и къуэ Юрий, 1938年12月10日 - 2023年11月2日）は、ロシアの指揮者。

## 人物・来歴
1938年、カバルダ・バルカル共和国、ナリチクのチェレク地区に生まれる。1953～1957年、サンクトペテルブルク音楽院でヴァイオリンとビオラを学ぶ。その後、1957～1963年にレニングラード音楽院オーケストラ科で学び終了した後、1962～1968年には音楽院指揮科でイリヤ・ムーシンのクラスの学生、研究生となった。
1965年、ミハイロフスキー劇場でヴェルディのオペラ椿姫でデビュー。1968～1976年にはレニングラード交響楽団 （現サンクトペテルブルク交響楽団）の首席指揮者、1977年から1988年までキーロフ劇場（現マリインスキー劇場）の芸術監督・首席指揮者を務め、1988年よりレニングラード・フィルハーモニー交響楽団（現在はロシア功労団体サンクトペテルブルク・フィルハーモニー交響楽団）の音楽監督と首席指揮者を兼務。1978年からイギリスのロイヤル・フィルハーモニー管弦楽団を定期的に客演し1992年に同楽団の首席指揮者に、1998年から桂冠指揮者に任命される。1998年からボルティモア交響楽団の音楽監督を務めた。
チャイコフスキーやラフマニノフ、プロコフィエフ、ショスタコーヴィチといった伝統的なロシア音楽のレパートリーを得意としている。日本人ヴァイオリニストの庄司紗矢香とは近年深い信頼関係にあり、2001年以来、毎年世界各地で共演をしている。
近年は手兵のサンクトペテルブルク・フィルハーモニー交響楽団を率いてヨーロッパや日本に精力的な公演を行っている。2006年11月の来日公演ではショスタコーヴィチのオラトリオ『森の歌』を「オリジナルの歌詞に書かれていることは、私たちの歴史の1ページなのです。好き嫌いは別として、作品は“事実”を内含しているのです」としてスターリンを賞賛する内容であるオリジナルのテクストを用いて演奏した。また、2008年10月の来日公演では「テミルカーノフ70歳記念・チャイコフスキー・フェスティバル」と題し、チャイコフスキーの連続演奏会を行った（この際、東京での一公演にて体調を崩し、公演をキャンセルした）。
2023年11月2日、死去。84歳。